# کالکشن ۱
کالکشن ۱ (به انگلیسی: CollXtion I) اولین آلبوم چندآهنگه خواننده-‌ترانه‌پرداز کانادایی الی ایکس می‌باشد که در ۷ آوریل ۲۰۱۵ به‌طور استقراضی در کانادا فروخته شد. انتشار سرتاسری نیز دوبار به تأخیر افتاد یک‌بار در ۱۴ آوریل سال ۲۰۱۵ و بعد ۲۱ آوریل سال ۲۰۱۵. کالکشن ۱ اولین آلبوم منتشر شده تحت نام الی ایکس می‌باشد. الی اظهار می‌داشته ساخت این آلبوم تحت تأثیر علاقهٔ او به پزشکی، روان‌شناسی و ماکابر بوده‌است. وی طی یک جلسهٔ پرسش و پاسخ در تامبلر گفت که مضمون کلی کالکشن ۱ «اعتیاد و رفتار خودمخرّب» است.